# Amelia Heinle
Amelia Heinle (Phoenix, Arizona, 17 maart 1973) is een Amerikaans actrice.
Van 1993 tot 1995 speelde ze Stephanie Brewster in de soapserie Loving. In 1995 eindigde het programma, maar kwam er een spin-offserie, The City, waarin Heinle tot 1996 dezelfde rol speelde. In 1994 kreeg ze een Soap Opera Digest Award voor beste vrouwelijke nieuwkomer.
In 1996 kreeg ze een zoon met haar man, acteur Michael Weatherly.
Na haar soapavontuur verscheen ze in talrijke televisiefilms. In 2001 keerde ze terug naar de dagelijkse programma's en werd ze gecast als Mia Saunders in All My Children. Ze was een vooraanstaand personage, maar doordat haar tegenspeler het programma verliet, kwam haar personage meer op de achtergrond. In 2004 koos Heinle er dan ook voor haar contract niet te vernieuwen.
In maart 2005 vervoegde ze de cast van The Young and the Restless. Daarin speelt ze Victoria Newman, vroeger gespeeld door Heather Tom, die in 2003 de serie verliet. Sindsdien was het programma naarstig op zoek naar een vervangster voor Victoria.
- Bibliothèque nationale de France: cb140225120 (data)
- International Standard Name Identifier: 0000 0001 1440 9569
- Library of Congress Control Number: no2001075022
- Virtual International Authority File: 32196621
- WorldCat: E39PBJwmPTRQkxrTCFDgCPWCcP